# Ylva Lundin Andersson
Ylva Lundin Andersson född 8 april 1964 i Stockholm, men uppvuxen och bosatt i Värmland, är en svensk konstnär och keramiker.
Lundin Andersson studerade vid Kyrkeruds estetiska folkhögskola 1982-1984 och Högskolan för design och konsthantverk i Göteborg 1985-1989 samt praktikperioder hos keramiker Gerd Wahlström i Sillerud 1984-1999. Hon har haft ett flertal separatutställningar i sin egen ateljé samt på Kyrkeruds Folkhögskola och Värmlands museum. Hon har deltagit i samlingsutställningar med Värmlands konstförening, deltagit i Höstsalongen på Värmlands museum, Rackstadmuseet i Arvika, Nordiska travmuseet i Årjäng och Hantverksmagasinet i Åmål.
Hon är huvudsakligen verksam som keramiker och har sin Ateljé Skogen, i Södra Lerudden i närheten av Årjäng, men är även verksam som bildkonstnär, grafisk formgivare och illustratör. Bland illustrationsuppdragen märks bland annat Rim och Reson, 1987 av Thore Skogman och 175 Frågor och svar i trädgårdsdags av Lars-Erik Samuelsson och Ulf Schenkmanis.
Hon har tilldelats Berit och Karl-Johan Wettergrens stiftelse Svanskog 1981, Einar Forseth Stipendium Göteborg 1989 och Länsstyrelsens etableringsstipendium för kvinnor Karlstad 1991.
Lundin Andersson är representerad på Värmlands museum och i Årjängs kommun.